# Ivan Shishkin

Ivan Shishkin

Ivan Ivanovitch Shishkin, em russo: Ива́н Ива́нович Ши́шкин (Ielabuga, 25 de janeiro de 1832 – São Petersburgo, 20 de março de 1898) foi um pintor paisagista russo associado ao movimento dos Itinerantes e marido de Olga lagoda-shishkina.
Shishkin nasceu em Ielabuga, no atual Tartaristão, e graduou-se em Cazã. Estudou na Escola de Pintura, Escultura e Arquitetura de Moscou por quatro anos e na Academia Imperial de Artes entre 1856 e 1860, quando graduou-se, recebendo uma pensão imperial para que continuasse seus estudos na Europa. Cinco anos mais tarde, Shishkin tornou-se membro da Academia Imperial de São Petersburgo e foi professor de pintura entre 1873 e 1898. Simultaneamente, Shishkin liderou o programa educacional de pintura paisagística.
Shishkin viveu, por alguns anos, na Suíça e Alemanha, graças à pensão recebida pela academia. Ao retornar para a capital russa, ele tornaria-se membro do Círculo dos Itinerantes e da Sociedade dos Aquarelistas da Rússia. Participou de mostras em Moscou (1882), Nijni Novgorod (1896), Paris (1867 e 1878) e Viena (1873). O método de Shishkin foi baseado em estudos analíticos da natureza. Ele tornou-se famoso por suas paisagens de florestas, além de ter sido um desenhista além de seu tempo.
Os trabalhos de Shishkin foram principalmente inspirados nas paisagens de sua dacha nos subúrbios do sul de São Petersburgo. Seus trabalhos são de notável detalhamento poético das estações do ano, florestas, natureza selvagem, fauna e flora.
Shishkin morreu em 1898, em São Petersburgo, enquanto desenvolvia uma nova pintura.

## Galeria

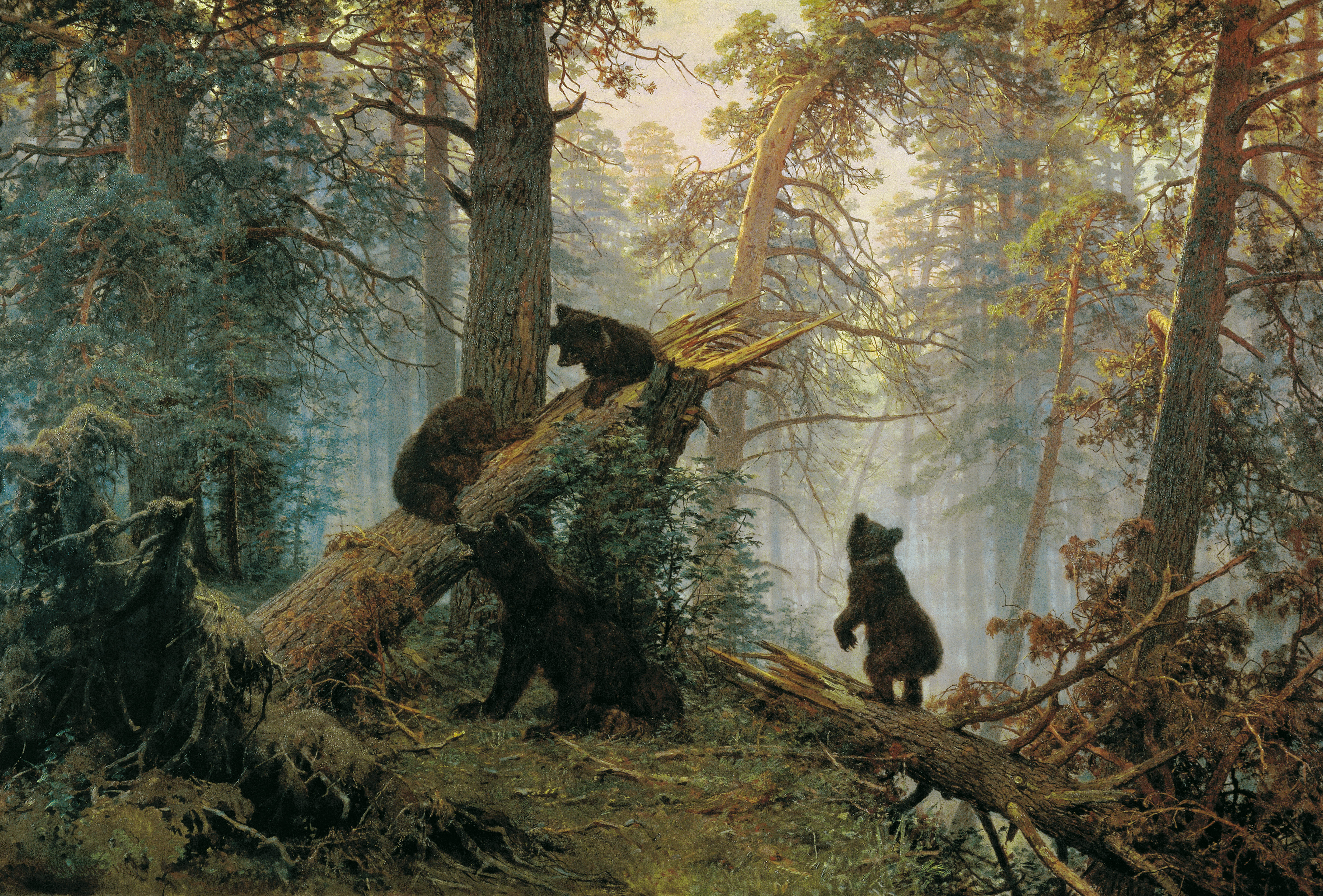
Manhã no Bosque
Campos de Centeio
Chuva em uma Floresta de Carvalhos